# Lascoria curta
Lascoria curta là một loài bướm đêm trong họ Noctuidae.